# Buco-Zau
Buco-Zau est une ville et également une municipalité de la province du Cabinda en Angola.
Sa superficie est de 2 115 km2 et sa population environ 40 000 habitants en 2011. La municipalité est entourée au nord par la municipalité de Belize, au sud par Cacongo. La municipalité compte également deux autres villes : Inhuca et Necuto